# Solo (album)
Pour les articles homonymes, voir Solo.
Albums de Bernard Lavilliers
If...
(1988) Champs du possible
(1994)
Solo est un album studio de Bernard Lavilliers sorti en 1991. Malgré un succès moindre par rapport à If, Solo sera certifié disque d'or par le SNEP. Parus en singles, les chansons Outremer et Faits divers se sont classés au Top 50.

## Titres
1. Faits divers (Bernard Lavilliers / Bernard Lavilliers - Pascal Arroyo)
2. Outremer (Bernard Lavilliers / Sebastian Santa-Maria)
3. Manila Hôtel (Bernard Lavilliers / Sebastian Santa-Maria)
4. Mister H (Bernard Lavilliers / Jannick Top - Serge Perathoner)
5. Saïgon (Bernard Lavilliers)
6. Erevan  (Bernard Lavilliers / Sebastian Santa-Maria)
7. Noces de sang (Bernard Lavilliers / Sebastian Santa-Maria)
8. Salomé (Bernard Lavilliers)
9. Le temps passe (Bernard Lavilliers / Sebastian Santa-Maria)
10. Jet-lag (Bernard Lavilliers / Sebastian Santa-Maria)

## Remarque
Il existe une chanson intitulée Solo non présente dans le CD qui se trouve en piste deux du single Outremer paru cette même année.